# 松本一誠
松本 一誠（まつもと いっせい、1992年8月11日 - ）は、神奈川県出身の男子プロゴルファー、ドラコンプロである。ドラコンの最大飛距離は429ヤード。「ドラコン界のレジェンド」とも呼ばれる。
杉並学院高等学校卒業。身長171cm、体重70kg。
ニックネームは「ドラコン王子」。
日本ドラコン選手で初、Instagram単一動画再生回数1000万再生突破。

## 来歴
小学校5年生の時ゴルフスクールに入りゴルフを始める
小、中学校時代はサッカーに励みゴルフの練習は週一の習い事程度
高校はゴルフ部の名門　杉並学院高等学校へ入学
高校時代は団体戦にてレギュラーメンバーとして全国大会に出場
高校卒業後はゴルフ場の研修生生活を経てレッスンプロとして活動し始める
2015年23歳の時にドラコン競技に出会う
翌年の開幕戦JPDA北海道大会と翌大会JPDA宮城大会にて団体史上初の2連覇を達成
2019年JPDA千葉大会で復活の優勝を果たすと、翌大会のJPDA宮城大会も制し2連覇を果たす
2019年JPDA年間ポイントランキングで団体史上初
アキュラシー部門1位、ロングドライブ部門1位を達成
2020年にはYouTubeチャンネルを開設し多方面にて活動を広げている
2020年6月21日に開催された「みんなのドラコン×SRIXON X2」において
自己最長429ヤードを記録
2021年COBRA PUMAゴルフアンバサダー契約
2021年世界ドラコン大会初出場
2022年世界ドラコン大会出場決定

## 主な成績
- 2019年 JPDA年間ポイントランキング ロングドライブ部門 1位
- 2019年 JPDA年間ポイントランキング アキュラシー部門 1位
- 2020年 JPDA 茨城大会 3月　エキシビジョン 408ヤード(優勝)
- 2020年 JPDA 静岡大会 6月　レギュラー 429ヤード(優勝)
- 2021年 PLDA世界ドラコン大会　ベスト64
- 2022年世界ドラコン大会日本代表決定戦 2位

## 著書
- ドラコン王子松本一誠の一瞬で飛距離30ヤードアップ！！

## CM
- ネッツトヨタ静岡 RAV４ Buchakawa × ゴルフ

## テレビ出演
- それって！？実際どうなの課 - 中京テレビ